# Bill Holland
Willard Holland, más conocido como Bill Holland (18 de diciembre de 1907-19 de mayo de 1984), fue un piloto de automovilismo estadounidense que compitió en el Campeonato Nacional de la AAA, resultando subcampeón en 1947, tercero en 1950, cuarto en 1946 y séptimo en 1948. Ganó las 500 Millas de Indianápolis de 1949 y llegó segundo en 1947, 1948 y 1950.

## Trayectoria
Holland obtuvo decenas de victorias y más de 150 podios en automóviles sprint a lo largo de su carrera. Fue campeón de la AAA Sprint Car East en 1941 y subcampeón en 1940.
Después de la Segunda Guerra Mundial, la Asociación Estadounidense del Automóvil (AAA, por sus siglas en inglés) incluyó numerosas carreras de automóviles sprint en el Campeonato Nacional de  1946. El piloto logró 17 victorias, seis segundos puestos y cuatro terceros. Al no disputar ninguna carrera del campeonato, terminó cuarto en el campeonato.
El Campeonato Nacional de la AAA 1947 volvió a otorgar puntos únicamente en carreras del campeonato, reduciendo su calendario a 11 pruebas. Holland debutó en las 500 Millas de Indianápolis con un segundo puesto. Tras liderar 143 vueltas, su equipo le indicó que aminorara la velocidad. Su compañero de equipo Mauri Rose lo superó y ganó la prueba; Holland lo dejó pasar creyendo que seguía como líder y aquel estaba recuperando una vuelta perdida. Luego, el piloto ganó en Milwaukee 1 y Langhorne, y llegó segundo en dos carreras, resultando así subcampeón por detrás de Ted Horn.
En 1948, Holland llegó segundo en las 500 Millas de Indianápolis por detrás de Rose, en este caso sin liderar vueltas. En tanto, llegó noveno en Milwaukee 1 como único resultado puntuable, y quedó séptimo en el campeonato.
El piloto lideró 146 vueltas de las 500 Millas de Indianápolis de 1949 y triunfó ante Johnnie Parsons. Asimismo, terminó segundo en DuQuoin, cuarto en Springfield 1, y puntuó en otras tres carreras. Por tanto, culminó tercero en el campeonato, por detrás de Parsons y Myron Fohr.
Holland disputó en 1950 únicamente las 500 Millas de Indianápolis. Lideró ocho vueltas y llegó segundo por detrás de Parsons. En noviembre disputó una carrera de la NASCAR, por lo que la AAA lo suspendió por dos años. En dicho período, corrió en automóviles sprint de la IMCA y de stock cars de la NASCAR.
Volvió a disputar cuatro pruebas del Campeonato Nacional de la AAA en 1953, donde abandonó en Indianápolis y llegó quinto en Syracuse. En 1954 no clasificó a las 500 Millas de Indianápolis ni a la carrera fuera de campeonato de Williams Grove. Se retiró del certamen, aunque siguió corriendo en automóviles sprint el resto de la década.
En 2005 ingresó en el Salón de la Fama de Automóviles Sprint.

## Resultados

### Fórmula 1
(Clave) (negrita indica pole position) (cursiva indica vuelta rápida)

| Año         | Escudería    | 1   | 2       | 3     | 4   | 5   | 6   | 7   | 8   | 9   | Pos. | Puntos |
| ----------- | ------------ | --- | ------- | ----- | --- | --- | --- | --- | --- | --- | ---- | ------ |
| 1950        | Deidt        | GBR | MON     | 500 2 | SUI | BEL | FRA | ITA |     |     | 7º   | 6      |
| 1953        | Kurtis Kraft | ARG | 500 15  | NED   | BEL | FRA | GBR | GER | SUI | ITA | NC   | 0      |
| 1954        | Kurtis Kraft | ARG | 500 DNQ | BEL   | FRA | GBR | GER | SUI | ITA | ESP | NC   | 0      |
| Referencia: |              |     |         |       |     |     |     |     |     |     |      |        |